# Hendrick de Keyser
Hendrick Cornelisz de Keyser (ur. 15 maja 1565 w Utrechcie, zm. 15 maja 1621 w Amsterdamie) – holenderski rzeźbiarz i architekt.

## Życiorys
Tworzył w stylu późnego manieryzmu z tendencją do klasycyzacji. Zbudował kościoły protestanckie w Amsterdamie: Zuiderkerk (1603–1614; był to pierwszy protestancki kościół w Holandii), Westerkerk i Noorderkerk (od 1620), a także wzniósł budynek giełdy w Amsterdamie (1608–1611). Działał też w Delfcie, gdzie w 1618 zbudował ratusz oraz w innych miastach. Tworzył też rzeźby (m.in. posąg Erazma z Rotterdamu (1621 w Rotterdamie) i grobowiec Wilhelma Orańskiego (1614–1622 - Nieuwe Kerk w Delfcie). Był najważniejszym holenderskim rzeźbiarzem swoich czasów.